# Kyodo no mori
Kyodo no mori ou « forêt native »  (郷土の森博物館, Kyōdo-no-Mori Hakubutsukan) est un musée folklorique à ciel ouvert situé à Fuchū, Tokyo. Il présente des bâtiments historiquement importants des différentes époques de l'histoire du Japon.

## Source
- (en) Cet article est partiellement ou en totalité issu de l’article de Wikipédia en anglais intitulé « Kyodo no mori » (voir la liste des auteurs).